# Marc Menchaca
Marc Menchaca (nacido el 10 de octubre de 1975) es un actor, escritor y director estadounidense. Fue codirector, coguionista y actor principal de la película ganadora del premio Heartland Film Festival de 2013, This Is Where We Live, y fue premiado como mejor actor en el Festival de Cine de Breckenridge en 2016 por su papel principal en la película Reparation. Ha aparecido en varios programas de televisión, incluidos Ozark en 2018 y The Sinner, Manifest y The Outsider en 2019. 

## Primeros años
Menchaca se interesó por primera vez en actuar cuando era estudiante en Central High School. Después de graduarse, asistió a la Universidad de Texas A&M, donde obtuvo una licenciatura en inglés; también fue donde actuó en su primera obra. Asistió a un programa de actuación de verano en la Escuela de Teatro Circle in the Square en Manhattan antes de decidirse a seguir una carrera como actor cuando tenía veintitantos años. Es alumno del William Esper Studio.

## Carrera
Menchaca fue codirector, coguionista y actor principal de la película ganadora del premio Heartland Film Festival 2013 This Is Where We Live.
En 2015, interpretó el papel principal de Bob Stevens, un veterano que lucha contra la pérdida de memoria, en la película Repairation, dirigida por Kyle Ham. Le valió el premio al mejor actor en el Festival de Cine de Breckenridge, y la película recibió otros 10 premios del festival, incluido el premio Audience Choice del Festival de Cine de Austin y el premio a la Mejor Película en el Festival de Cine de Santa Fe.
En la serie de televisión Ozark de Netflix de 2018 , Menchaca tuvo un papel recurrente como Russ Langmore, un hombre que lucha por reprimir su homosexualidad. Tiene papeles recientes regulares en televisión en The Sinner y Manifest. Apareció nuevamente en televisión con Jason Bateman en 2019, en la miniserie de terror de Stephen King The Outsider, interpretando a Jack Hoskins en los 10 episodios.
En 2020, Menchaca ganó el premio al Mejor Actor en una Película en los Premios Mammoth Film Festival por su interpretación de Sam en el thriller de John Hyams Alone junto a su coprotagonista Jules Willcox. Realizó sus propias acrobacias en la película, incluida una escena de pelea en el barro con Willcox. Recibió otro premio al Mejor Actor en 2020 en el Festival Internacional de Cine de Oxford (OXIFF) en el Reino Unido, por su interpretación de 'The Man' en #Like dirigida por Sarah Pirozek. En 2021, protagonizó la película de terror de Netflix dirigida por Santiago Menghini Nadie sale con vida con su coprotagonista Cristina Rodlo.

## Vida personal
El 6 de octubre de 2022, Menchaca se casó con la actriz británica Lena Headey en Apulia, Italia. Es de ascendencia mexicana por parte paterna.

## Filmografía

### Cine
| Año  | Título                     | Papel                 | Notas                      | Ref.              |
| ---- | -------------------------- | --------------------- | -------------------------- | ----------------- |
| 2002 | Pageant                    | Oficial Paddy         |                            |                   |
| 2003 | Screen Door Jesus          | Little Red            |                            |                   |
| 2004 | No Pain, No Gain           | Policía universitario |                            |                   |
| 2004 | The Alamo                  | Fifer                 |                            |                   |
| 2009 | Last Day of Summer         | Empleado de envío     |                            |                   |
| 2009 | Frame of Mind              | Interrogador          |                            |                   |
| 2011 | A Long Road                | Empleador 1           | Cortometraje               |                   |
| 2011 | Bright                     | Taylor                | Cortometraje               |                   |
| 2013 | This Is Where We Live      | Noah                  | Actor, escritor y director | [ 3 ] [ 15 ]      |
| 2013 | Reservoir                  | Adam Pierce           |                            |                   |
| 2014 | She's Lost Control         | Johnny                |                            |                   |
| 2015 | Reparation                 | Bob Stevens           |                            | [ 5 ] [ 6 ] [ 1 ] |
| 2016 | Ace the Case               | Artillero             |                            |                   |
| 2017 | Where Is Kyra?             | Vine                  |                            |                   |
| 2017 | Weightless                 | Cody                  |                            |                   |
| 2017 | Smartass                   | Rod                   |                            |                   |
| 2019 | Every Time I Die           | Jay                   |                            |                   |
| 2020 | The Evening Hour           | Everett               |                            |                   |
| 2020 | Upstream with Jimmy Dallas | Jimmy Dallas          | Cortometraje               |                   |
| 2020 | Motherhood                 | Phillip               | Cortometraje               |                   |
| 2021 | #Like                      | The Man               |                            | [ 11 ]            |
| 2021 | Alone                      | Sam Dillon            |                            | [ 9 ] [ 10 ]      |
| 2021 | Nadie sale con vida        | Red                   |                            |                   |
| 2021 | The Retaliators            | Jed                   |                            |                   |
| 2021 | Treat                      | Mike                  |                            |                   |
| 2021 | Playing God                | Vaughn                |                            |                   |
| 2022 | 9 Bullets                  | Sheriff John Carter   |                            |                   |
| 2022 | Sick                       | Jason                 |                            |                   |
| 2023 | The Creator                | General McBride       |                            |                   |

### Televisión
| Año             | Título                                                     | Papel                                    | Notas                                                                             | Ref.  |
| --------------- | ---------------------------------------------------------- | ---------------------------------------- | --------------------------------------------------------------------------------- | ----- |
| 2001            | Arrest & Trial                                             | Junior                                   | Episodio: "Texas Prison Break"                                                    |       |
| 2002            | Beyond the Prairie: The True Story of Laura Ingalls Wilder | Asistente de la tienda                   | Película de televisión                                                            |       |
| 2006            | Guiding Light                                              | Chico de negocios 1                      | Episodio #1.14989                                                                 |       |
| 2008            | Generation Kill                                            | Sargento de Artillería Mike “Gunny” Wynn | 7 episodios                                                                       |       |
| 2009            | Law & Order: Criminal Intent                               | N/A                                      | Episodio: "Family Values"                                                         |       |
| 2009            | CSI: Nueva York                                            | Leonard                                  | Episodio: "Manhattanhenge"                                                        |       |
| 2009            | CSI: Crime Scene Investigation                             | Hank Rinaldi                             | Episodio: "Better Off Dead"                                                       |       |
| 2009–2010       | FlashForward                                               | Wheeler                                  | 3 episodios                                                                       |       |
| 2010            | True Blue                                                  | N/A                                      | Película de televisión                                                            |       |
| 2011            | Treme                                                      | James Distel                             | Episodio: "On Your Way Down"                                                      |       |
| 2011            | The Glades                                                 | Michael Caldwell                         | Episodio: "Addicted to Love"                                                      |       |
| 2011            | Black Jack                                                 | Corporal Pierce                          | Película de televisión                                                            |       |
| 2012            | Person of Interest                                         | Fox                                      | Episodio: "No Good Deed"                                                          |       |
| 2011–2012       | Homeland                                                   | Lauder Wakefield                         | 5 episodios                                                                       |       |
| 2013            | Law & Order: Special Victims Unit                          | Oficial Michael Groves                   | Episodio: "Internal Affairs"                                                      |       |
| 2013–2015       | Inside Amy Schumer                                         | Travis / Drew / Matt Forrester           | 3 episodios                                                                       | [ 8 ] |
| 2015            | The Blacklist                                              | Pierce                                   | 2 episodios                                                                       |       |
| 2015            | Togetherness                                               | Tex                                      | Episodio: "Houston, We Have a Problem"                                            |       |
| 2015            | Sleepy Hollow                                              | Coronel Sutton                           | Episodio: "Tempus Fugit"                                                          |       |
| 2015            | Chicago P.D                                                | Owen Kozelek                             | Episodio: "Push the Pain Away"                                                    |       |
| 2015            | Blue Bloods                                                | Marty Brock                              | Episodio: "With Friends Like These"                                               |       |
| 2016            | Elementary                                                 | Detective Ryan Dunning                   | Episodio: "A View with a Room"                                                    |       |
| 2017            | The Son                                                    | Bigfoot Wallace                          | Episodio: "Death Song"                                                            |       |
| 2017–2018, 2022 | Ozark                                                      | Russ Langmore                            | 11 episodios                                                                      |       |
| 2018            | Random Acts of Flyness                                     | Subgerente                               | Episodio: "I tried to tell my therapist about my dreams/MARTIN HAD A DREEEEAAAAM" |       |
| 2018            | MacGyver                                                   | Booth                                    | Episodio: "Wind + Water"                                                          |       |
| 2018            | The Sinner                                                 | Glen Fisher                              | 4 episodios                                                                       |       |
| 2019            | WPT Deepstacks Jacksonville                                | Él mismo                                 | 1 episodio                                                                        |       |
| 2019            | Manifest                                                   | James Griffin                            | 3 episodios                                                                       |       |
| 2019            | Raising Dion                                               | Walter Mills                             | 2 episodios                                                                       |       |
| 2019            | Black Mirror                                               | Kevin Goggins                            | Episodio: "Rachel, Jack and Ashley Too"                                           |       |
| 2020            | The Outsider                                               | Jack Hoskins                             | Miniserie, 10 episodios                                                           |       |
| 2021            | Curb Your Enthusiasm                                       | Klansman Joe                             | Episodio: "The Watermelon"                                                        |       |
| 2022            | The White House Plumbers                                   | Carl Shoffler                            | Miniserie, 2 episodios                                                            |       |
| 2022            | Law & Order: Organized Crime                               | Brother Bill                             | Episodio: "As Hubris Is to Oedipus"                                               |       |
| 2022            | Jack Ryan                                                  | Capitán Andrew Bennett                   | 2 episodios                                                                       |       |
| 2023            | The Big Cigar                                              | Sydney Clark                             | Miniserie                                                                         |       |

### Videojuego
| Año  | Título                | Papel     |
| ---- | --------------------- | --------- |
| 2003 | Freelancer            |           |
| 2018 | Red Dead Redemption 2 | Del Lobos |